# James Gray
James Gray (New York, 14 april 1969) is een Amerikaans filmregisseur en scenarioschrijver.

## Biografie

### Jeugd
James Gray werd geboren in New York. Gray is van Russisch-joodse afkomst en heeft grootouders uit Ostropol. Grays vader was elektronica aannemer. Gray was een rustige jonge man die niet van school hield. Hij spijbelde om films in de bioscoop te gaan kijken, dit tot grote ergernis van zijn ouders. Film is James' passie: hij bewondert Apocalypse Now van Coppola, Ragin Bull van Scorsese, het werk van Steven Spielberg, de Amerikaanse cinema van '60 tot '70 en de Europese naoorlogse cinema: Fellini, Visconti, de Franse New Wave. Hij kent niet alleen de volledige geschiedenis van de cinema vanbuiten, maar leest ook de Russische literatuur van de negentiende eeuw (Tolstoj, Dostojevski e.a.) en ook alle grote Engelse klassiekers (het hele werk van Shakespeare). Al deze invloeden zijn terug te vinden in zijn films. Gray ging naar de University of Southern California School of Cinematic Arts, waar zijn eindproject Cowboys and Angels hem hielp aan een agent en de aandacht van producer Paul Webster, die hem aanmoedigde een script te schrijven dat hij kon produceren.

### Carrière
In 1994, op 25-jarige leeftijd, maakte Gray zijn eerste langspeelfilm Little Odessa, een film met Tim Roth over een huurmoordenaar die wordt geconfronteerd met de terugkeer van zijn jongere broer naar zijn geboortestad. De film won de Zilveren Leeuw op het Filmfestival van Venetië.
In 2000 bracht Miramax zijn tweede film The Yards uit. Het was een film noir, geschreven en gedraaid in 1998. Zijn derde film We Own the Night, met in de hoofdrollen Joaquin Phoenix en Mark Wahlberg, zat in de competitie op het filmfestival van Cannes in 2007, de film ontving zeer uiteenlopende reviews van internationale critici. We Own the Night werd in de cinemazalen uitgebracht in de VS op 12 oktober 2007.
James Gray is een groot bewonderaar van de Nouvelle Vague, die hij ontdekte door Les Bonnes Femmes van Claude Chabrol (die op zijn beurt Grays grootste fan is). Hij houdt vooral van de "nabijheid van de regisseurs van de Nouvelle Vague met hun personages." In het bijzonder is hij van mening dat de beroemde slotscène uit Les Quatre Cents Coups van François Truffaut een van de mooiste van de filmgeschiedenis is. Hij bracht er dan ook een hulde aan in zijn film Two Lovers (2007), met de scène waarin Joaquin Phoenix wandelt over het strand om een paar stappen in de oceaan te nemen.
In november 2012 werd hij gekozen als lid van de jury op het International Film Festival van Marrakech in 2012.
Zijn film The Immigrant uit 2013 werd genomineerd voor de Gouden Palm op het filmfestival van Cannes in 2013.
Hij schreef, samen met Guillaume Canet het scenario voor Canets film Blood Ties (2013).

## Privéleven
In 2005 trouwde Gray met Alexandra Dickson, met wie hij drie kinderen heeft.

## Filmografie
| Jaar | Titel              | Regisseur | Scenarist |
| ---- | ------------------ | --------- | --------- |
| 1994 | Little Odessa      |           |           |
| 2000 | The Yards          |           |           |
| 2007 | We Own the Night   |           |           |
| 2011 | Two Lovers         |           |           |
| 2013 | Blood Ties         |           |           |
| 2013 | The Immigrant      |           |           |
| 2016 | The Lost City of Z |           |           |
| 2019 | Ad Astra           |           |           |